# 松平町 (豊田市)
松平町（まつだいらちょう）は、愛知県豊田市の町丁である。

## 概要
豊田市の南部に位置し、松平地区（旧東加茂郡松平町の町域にほぼ相当する）に属する。町域全体が山野に覆われ、西低東高の地形を成す。松平川が東から西へ、ソウレ川が北から南へ下っており、合流して滝川となり、町域を越えた遥か西方で巴川に注ぐ。町域の中央やや南寄りを国道301号が大きく蛇行しながら東から西へ横切っており、とりわけ「根引峠」と呼ばれる峠を越えた先はつづら折りと延々たる下り勾配が続いている。集落は主に町域西部から北部にかけて分布し、大きな屈曲を終えた国道301号と古来羽明（はあす）道と呼ばれた市道との交差点を中心とした松平、国道から分岐し松平川に並走する市道に沿った森下、北部の急斜面上に民家が点在する沢連（そうれ）などがある。東部の山林地帯では国道301号より林道松平坂上線が分岐して北部へ走っている。沿道にある松平郷展望テラスへは松平郷からの遊歩道が伸びており、徒歩でのアクセスも可能である。南部では林道根引線が滝脇町へと通じていたが、2003年（平成15年）7月1日以降通行禁止となっている。
松平氏発祥の地として知られている。当地での松の生い茂るさまをもって松平の名が冠されたという伝承があり、旧松平村、松平町の村名の由来ともなった地域であるが、松平地区における行政・経済・文教の中心は西方の巴川河岸の九久平町付近にあり、松平町にはむしろ、町はずれの静かな山村といったたたずまいがある。松平氏居館跡・高月院・松平城址といった黎明期松平氏・江戸時代の松平太郎左衛門家にゆかりのある史跡が多く、また松平東照宮が鎮座し、近年には松平郷園地や松平郷展望テラス、遊歩道（「ふるさと小径」と呼ばれる）などが整備されており、これらが松平郷と総称され、町の大部分が一種の史跡公園の体を成している。

## 歴史

### 沿革
- 康永年間（1342年 - 1344年）[注 3][3]- 公家在原信盛が入郷、中桐の地（現在の松平東照宮境内）に居を構えたとされる[4]。
- 1350年頃（延文5年頃）- 在原信盛没、嫡男である在原信重が松平太郎左衛門を称し、領地を相続する[5]。
- 1381年頃（元徳元年頃） - 松平信重が連歌の席に誘った流浪中の時宗僧徳阿弥の人となりに惹かれ、次女の水（すい）姫を与えて婿養子に迎え入れとされる[5]。徳阿弥は還俗して松平太郎左衛門親氏を名乗り、松平家の後継となる。この松平親氏が後に松平氏・徳川氏の始祖とされ、徳川宗家・松平太郎左衛門家（松平郷松平家）の初代として扱われるようになる[注 4]。
- 1443年（嘉吉3年） - 松平太郎左衛門家第3代松平信広が天台宗長福寺に10石4斗余を寄進する。以降寺領としての長福寺領は明治時代初期の廃藩置県まで続く[7]。
- 明応年間（1492年 - 1501年）- 松平宗家第5代松平長親により百姓給与地が与えられる。以降明治時代初期の廃藩置県まで続く[7]。
- 1522年（大永2年） - 松平長親が浄土宗高月院寂静寺に80石余を寄進する。以降寺領としての高月院領は明治時代初期の廃藩置県まで続く[7]。
- 1590年（天正18年） - 岡崎城城主田中吉政の支配下に入る[8]。
- 江戸時代- 寛永期の『三河国村々高附』においては「加茂郡松平村」、天保期の郷帳においては「加茂郡松平郷」という表記が見受けられる[9]。
- 1602年（慶長7年） - 長福寺領、高月院領、百姓給与地を除いた地域が滝脇松平家の支配地となる[2]。
- 1614年（慶長18年） - 長福寺領、高月院領、百姓給与地を除いた地域が交代寄合松平太郎左衛門家の知行地となる[2]。
- 1868年（慶応4年4月） - 明治政府により三河裁判所が設置され、松平村は三河裁判所の管轄下に入る[10]。
- 1868年（慶応4年6月） - 三河裁判所の廃止に伴い新たに三河県が設置され、松平村は三河県に編入される[10]。
- 1868年（明治元年） - 松平太郎左衛門家領地が奉還され、第15代松平信汎は東京府への常勤を命じられる[11]。
- 1869年（明治2年1月） - 重原藩領となる[12]。
- 1871年（明治4年7月） - 重原県に編入される[13]。
- 1871年（明治4年11月15日） - 額田県に編入される[13]。
- 1872年（明治5年1月） - 大区小区制施行により、松平村は額田県第4大区第6小区に所属する[14]。
- 1872年（明治5年3月） - 松平太郎左衛門家第15代松平信英が東京府から帰郷し、元の居館の払い下げを受けて帰農する[15]。
- 1872年（明治5年11月27日） - 額田県が廃止され、松平村が愛知県に編入される[14]。
- 1873年（明治6年）1月 - 愛知県による大区小区制再編により、松平村は第8大区に所属する。なお、小区はそのままであった[14]。
- 1876年（明治9年）8月21日 - 愛知県による行政区再編により、松平村は第13区に所属する[16]。
- 1878年（明治11年）7月 - 郡区町村編制法施行により、加茂郡が東加茂郡と西加茂郡に分割される。これに伴い、松平村の所属が加茂郡から東加茂郡に変更される[17]。
- 1879年（明治12年） - 松平太郎左衛門家居館が焼失する[15]。
- 1884年（明治17年）5月 - 戸長役場設置に伴い、松平郷、岩谷村（いわやむら）、歌石村（うたいしむら）、大楠村（おおぐすむら）、大津村（おおつむら）、下平村（しもひらむら）、下屋敷村（しもやしきむら）、正作村（しょうさくむら）、杉木村（すぎのきむら）、㮛立村（そだめむら）、大田村（だいたむら）、茅原村（ちわらむら）、椿木村（つばやぎむら）、所石村（ところいしむら）、仁王村（におうむら）、羽明村（はあすむら）、日明村（ひあかりむら）、東宮口村（ひがしみやぐちむら）、二口村（ふたくちむら）、真垣内村（まながいとむら）、南篠平村（みなみささだいらむら）、梁山村（やなやまむら）の22村が第4組に組み込まれる[18]。
- 1889年（明治22年）5月 - 市制・町村制施行に伴い、松平郷は1村のみで自然村から行政村に移行し、松平村となる[19]。
- 1889年（明治22年）10月 - 隣接する東加茂郡豊栄村（とよさかむら）と組合村となり、組合役場が豊栄村の大字正作（現坂上町の一部）に置かれる[19]。
- 1906年（明治39年）5月1日 - 松平村・東加茂郡小川村・東加茂郡志賀村・一部を除く東加茂郡穂積村[注 5]・一部を除く東加茂郡豊栄村[注 6]が合併して東加茂郡松平村が誕生し[20]、旧松平村は松平村大字松平に継承される[2]。
- 1913年（大正2年）5月 - 常設の芝居小屋として九久平に弁天座が開設される。
- 1947年（昭和22年） - 松平村立松平中学校が設置される。
- 1949年（昭和24年） - 愛知県立加茂高等学校松平分校が設置される。
- 1961年（昭和36年）11月1日 - 松平村が町制を施行し松平町となったことに伴い[20]、住所表示が松平村大字松平から松平町大字松平に変更される[2]。
- 1970年（昭和45年）4月1日 - 松平町の豊田市への編入に伴い[20]、住所表示が豊田市大字松平に変更される。
- 1973年（昭和48年）4月1日 - 豊田市で新町名が設定され、住所表示が豊田市松平町に変更される。
- 1993年（平成5年） - 豊田市主催により「松平親氏公600年祭」が挙行され、「松平郷園地」などが整備される。

## 世帯数と人口
2019年（令和元年）7月1日現在の世帯数と人口は以下の通りである。
| 町丁   | 世帯数 | 人口  |
| ------ | ------ | ----- |
| 松平町 | 78世帯 | 229人 |

### 人口の変遷
国勢調査による人口の推移
| 1995年（平成7年）  | 254人 | [ WEB 4 ] |  |
| 2000年（平成12年） | 252人 | [ WEB 5 ] |  |
| 2005年（平成17年） | 238人 | [ WEB 6 ] |  |
| 2010年（平成22年） | 234人 | [ WEB 7 ] |  |
| 2015年（平成27年） | 229人 | [ WEB 8 ] |  |

## 学区
市立小・中学校に通う場合、学区は以下の通りとなる。
| 番・番地等 | 小学校             | 中学校             |
| ---------- | ------------------ | ------------------ |
| 全域       | 豊田市立豊松小学校 | 豊田市立松平中学校 |

## 寺社

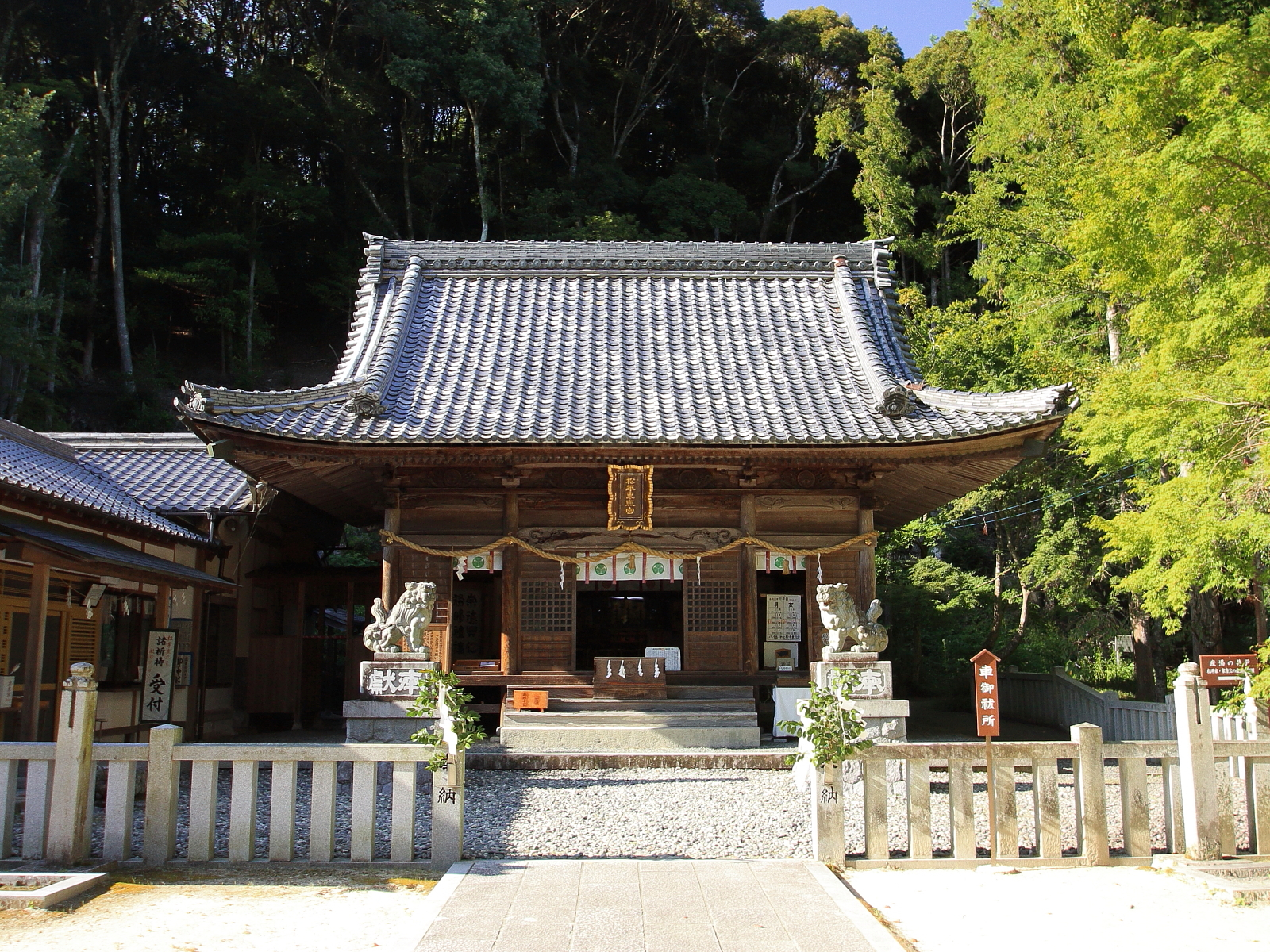
松平東照宮本殿

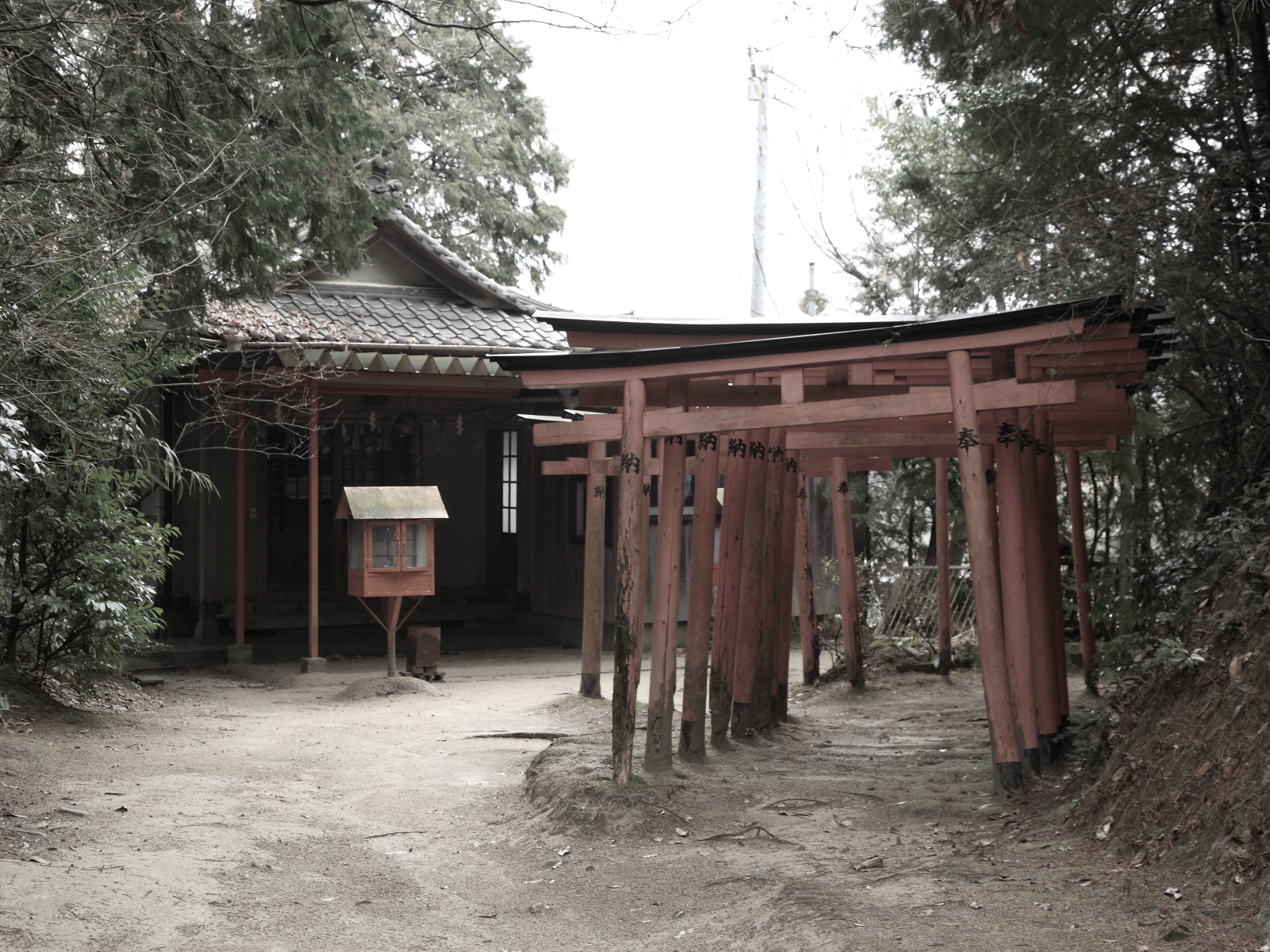
稲荷大神

- 八幡神社-松平東照宮
所在地は字赤原。誉田別尊（応神天皇）、松平宗家初代松平親氏、松平宗家第9代徳川家康、その他6柱を祭神とし、立身出世、政治、安産、厄よけに御利益があるとされる[21]。境内にはかつて松平親氏をはじめとする松平太郎左衛門家が代々継承した居館があり、松平氏の屋敷神として若宮八幡が奉祀されていたが、1619年（元和5年）に久能山東照宮より徳川家康の分霊が勧進され、後に居館が廃絶した後は東照宮としての色彩が強くなる[22]。1965年（昭和40年）には松平親氏も合祀され[WEB 10]、八幡神社と東照宮を併せて松平神社に改称され[2]、1983年（昭和58年）には現在の名称となる。境内には、昭和時代初期に建てられた現在の本殿、本殿の右脇の参道を進んだ奥に旧社殿が移築された「産八幡の宮」、資料館となっている「松平郷館」、在原信盛が掘削し松平家が代々使用したという「産湯の井戸」などがあり、また、境内の周囲に張り巡らされている水堀と石垣は松平太郎左衛門家第9代松平尚栄によって築かれたといわれる。

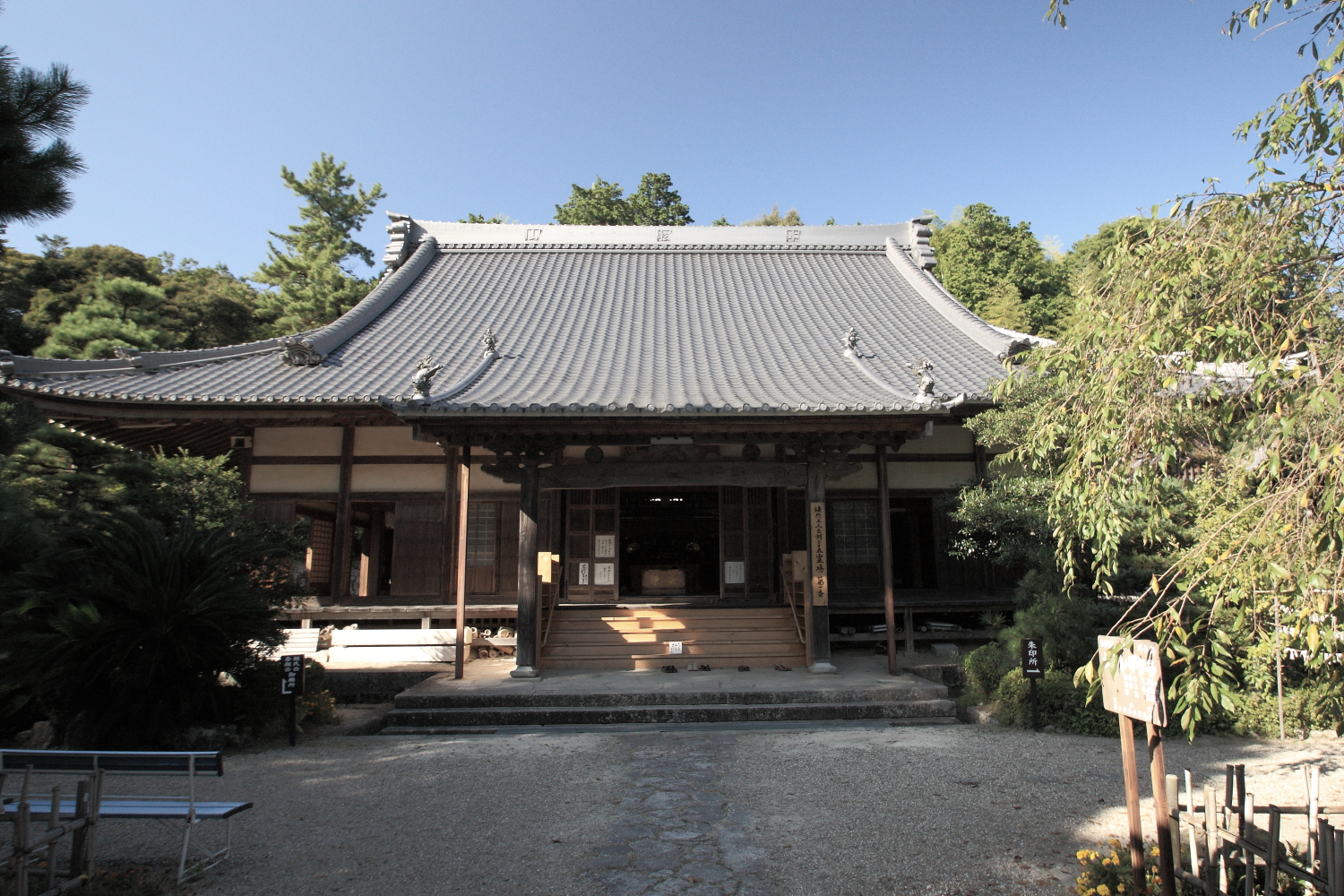
高月院本堂

- 浄土宗高月院寂静寺
所在地は字寒ケ入。山号は本松山。本尊は快慶作[23]と言われる阿弥陀如来。1367年（貞治6年・正平22年）に松平郷主在原信重の庇護を受けた見誉寛立上人（足助重宗の次男重政）が開創し、後年松平宗家第4代松平親忠の子超誉存牛上人が中興したという[24]。松平親氏は寛立上人に深く帰依し、本尊の阿弥陀如来をはじめ堂や塔のすべてを寄進し、松平氏の菩提寺として寺名も高月院に改めたとされる[WEB 11]。1522年（大永2年）と1527年（大永7年には）存牛上人の兄にあたる松平宗家第5代松平長親が母親（鈴木氏女）の供養のために買得地を寄進している[25]。1602年（慶長7年）には京都所司代板倉勝重が徳川家康の命を受けて寺領100石を施入したといわれ[25]、1641年（寛永18年）には江戸幕府第3代将軍徳川家光の寄進を受けて現在に残る本堂及び山門が建立されている[WEB 12]。1701年（元禄14年）には常紫衣（じょうしえ）の着用を許すという東山天皇の綸旨を賜り[25]、安政年間（1854年-1859年）からは寺子屋も開設されている[24]。
1549年（天文18年）暮れには、人質として駿府へと向かう途上にあった8歳の竹千代（後の徳川家康）が高月院に立ち寄り、祖先の廟を参拝したり超誉存牛上人から十念や説法を拝受したと言われ、この時に竹千代が残した『花月一窓』という掛け軸が「伝家康八歳の書」として寺に伝わっている[26]。徳川家康は1560年（永禄3年）にも訪れ（当時は松平蔵人元康と称していた）、松の木を一本植えたとされる。
境内には本堂のほか、仏足石などがある。松平親氏、松平宗家第2代松平泰親ほか、松平太郎左衛門家の古墓も残る。

- 稲荷大神
所在地は字柿平。
- 神明社
所在地は字藤伝田。境内は松平親氏の行場跡とされ、岩屋堂然たる小さな祠のほか、観音堂がある。
- 天台宗長福寺
所在地は字大西。山号は真永山。本尊は薬師如来。平安時代初期の貞観年間（859年-877年）に、円仁（慈覚大師）によって薬師堂が建立されたといわれ、長福寺としての開基は1443年（嘉吉3年）、松平太郎左衛門家第3代松平信広あるいは松平親氏室の水姫であったとされる[27]。
- 真宗大谷派是心寺
所在地は字神田。山号は連松山。1822年（文政5年）の建立。2012年（平成24年）3月現在、境内は更地になっている。

### ギャラリー

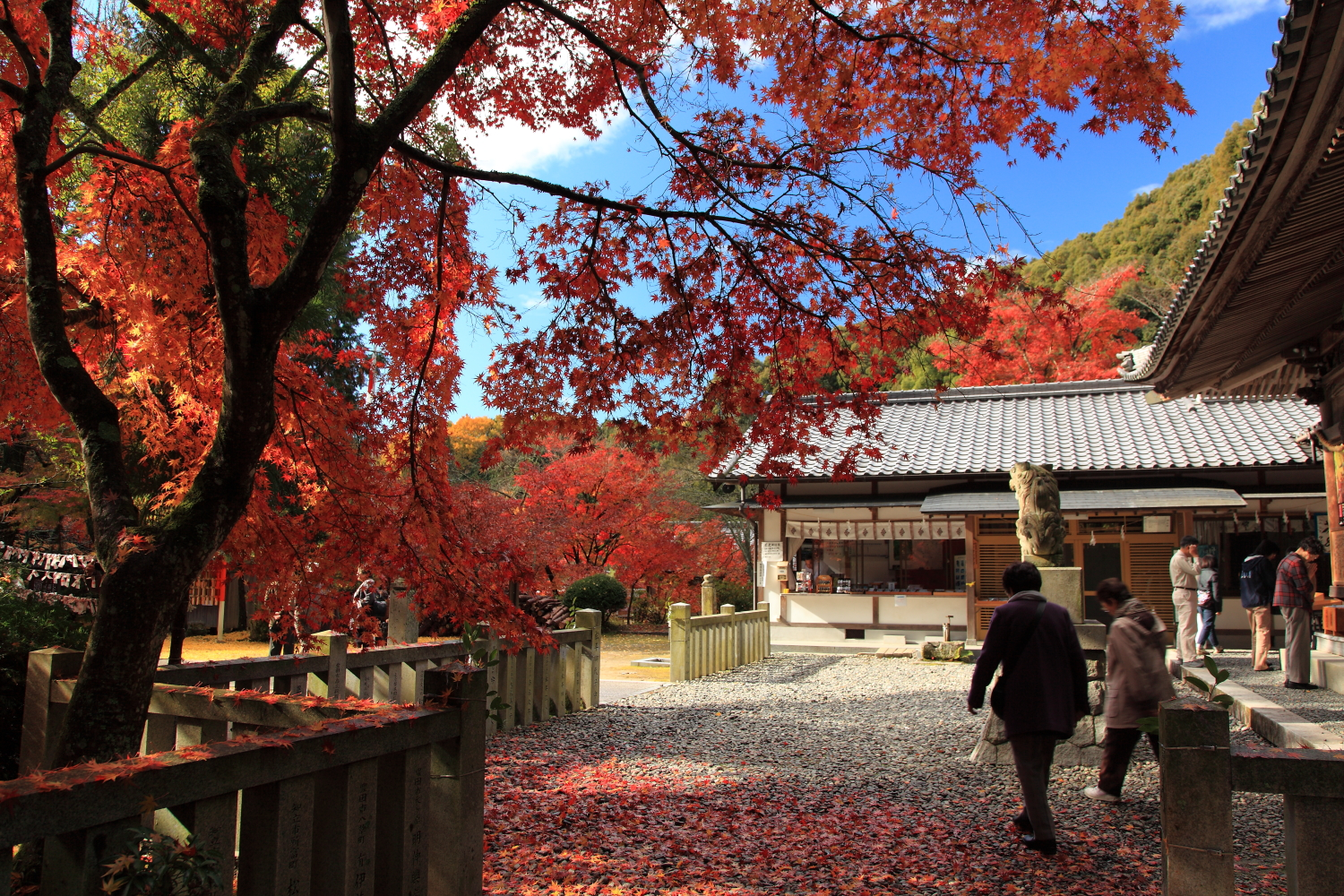
松平東照宮境内
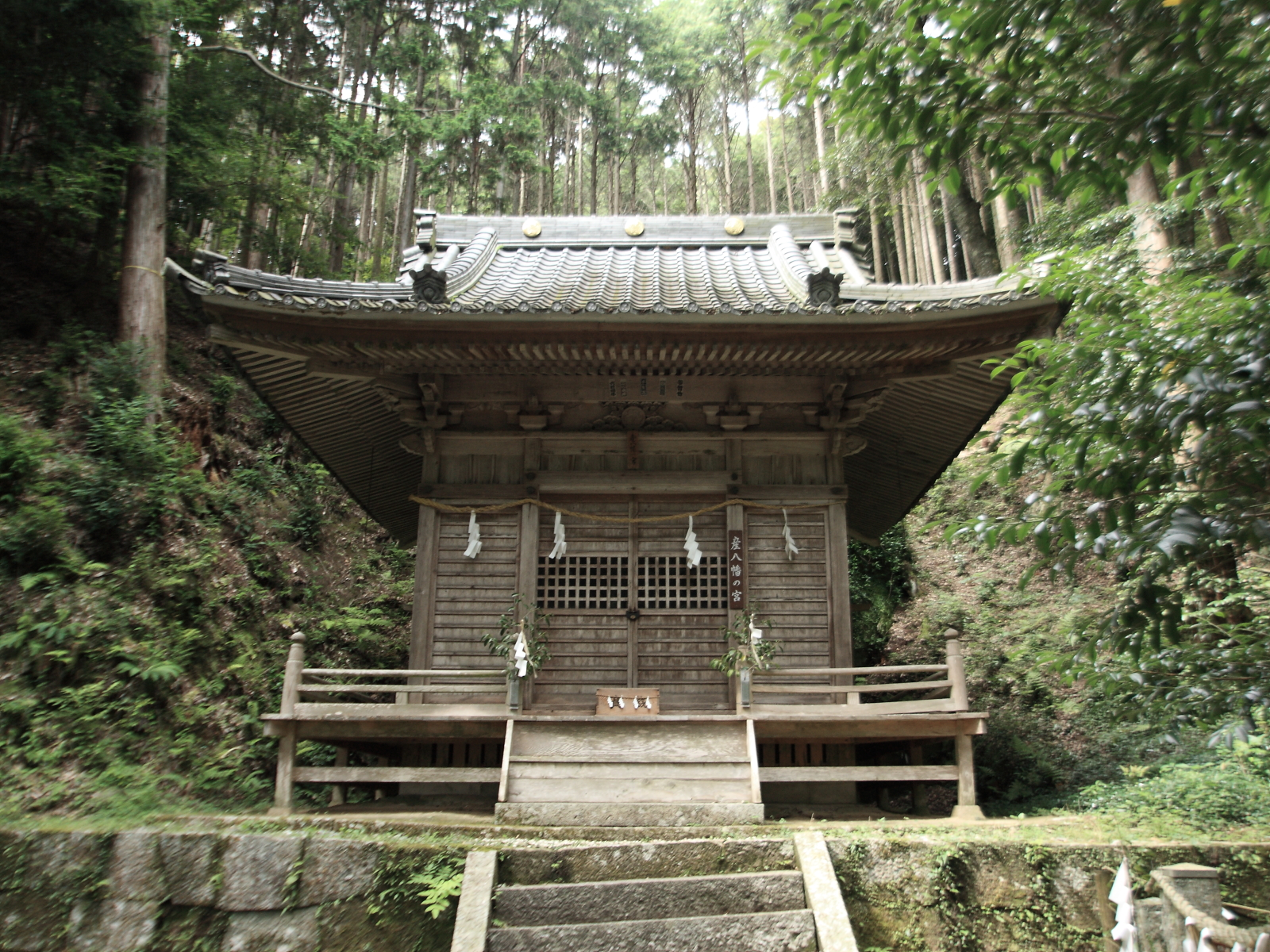
松平東照宮奥の宮
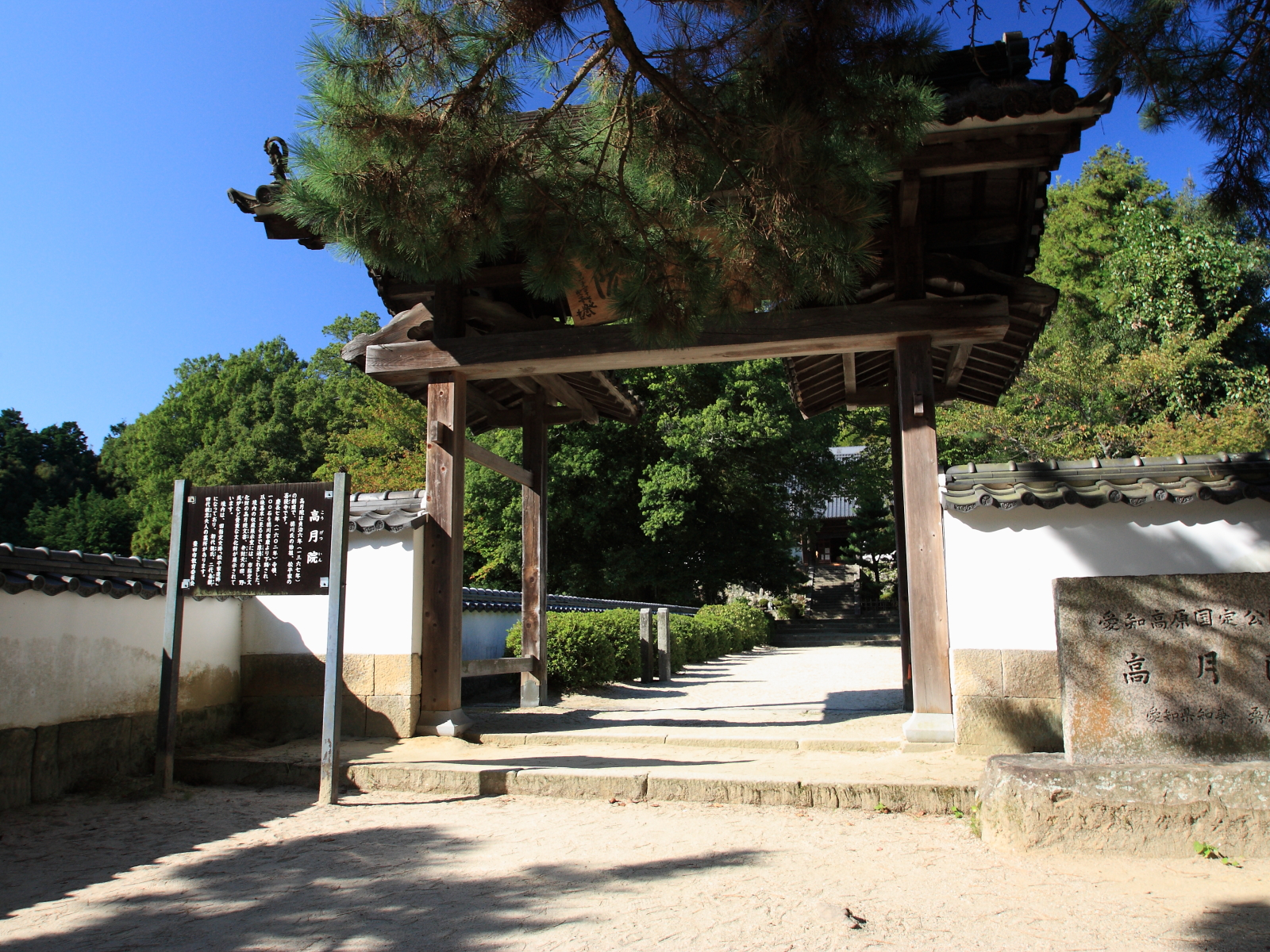
高月院山門
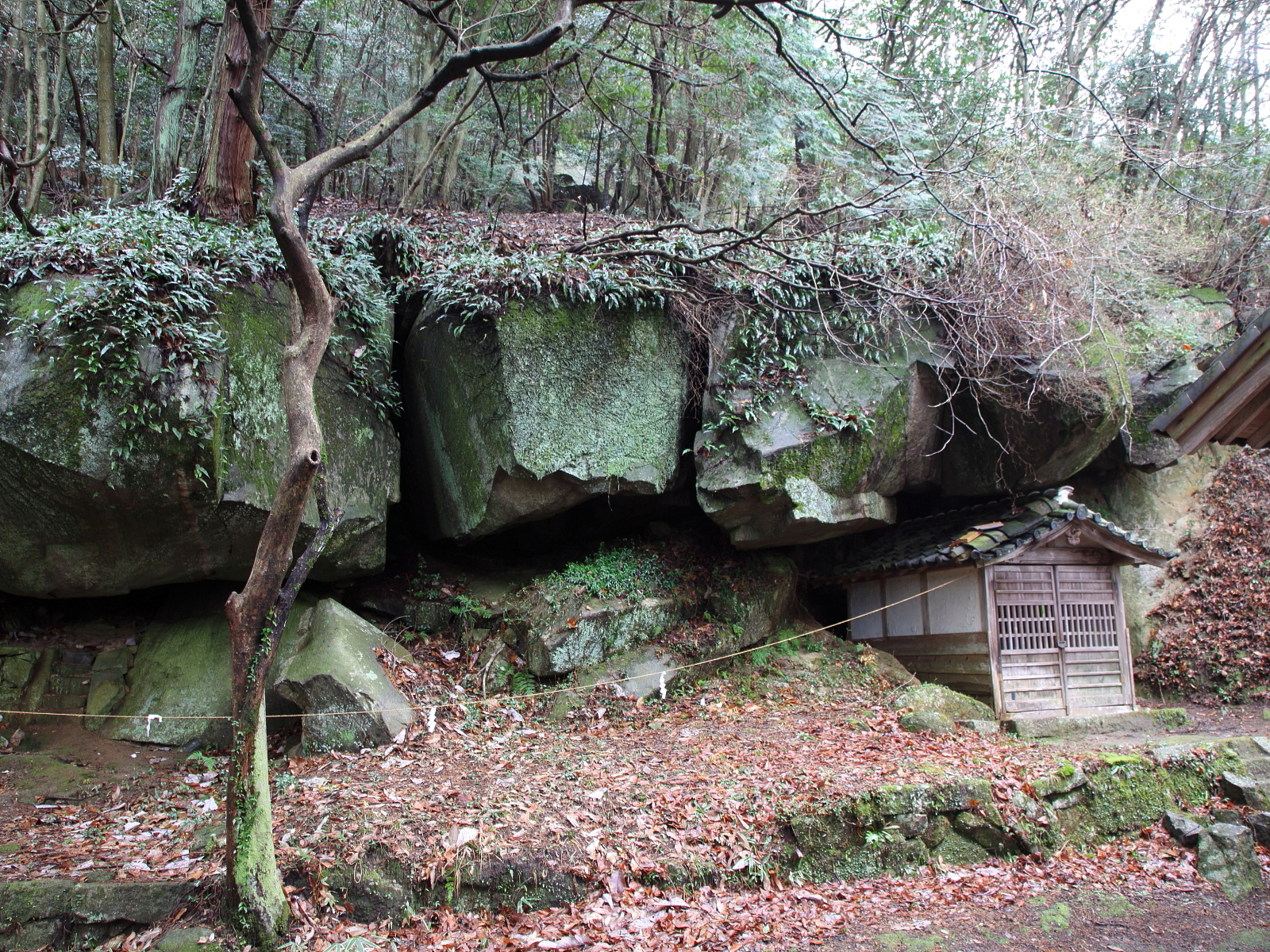
松平親氏公行場跡
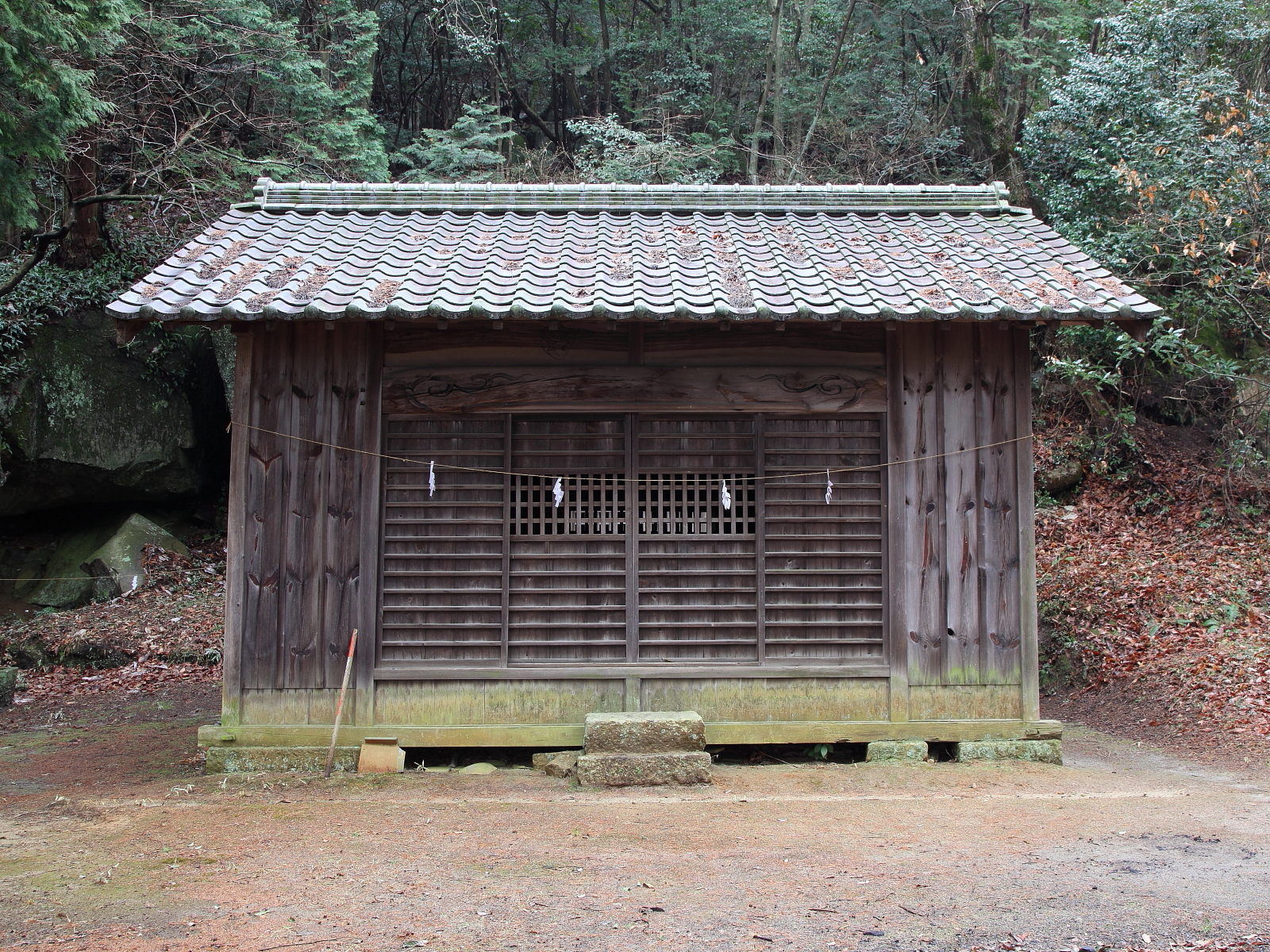
観音堂
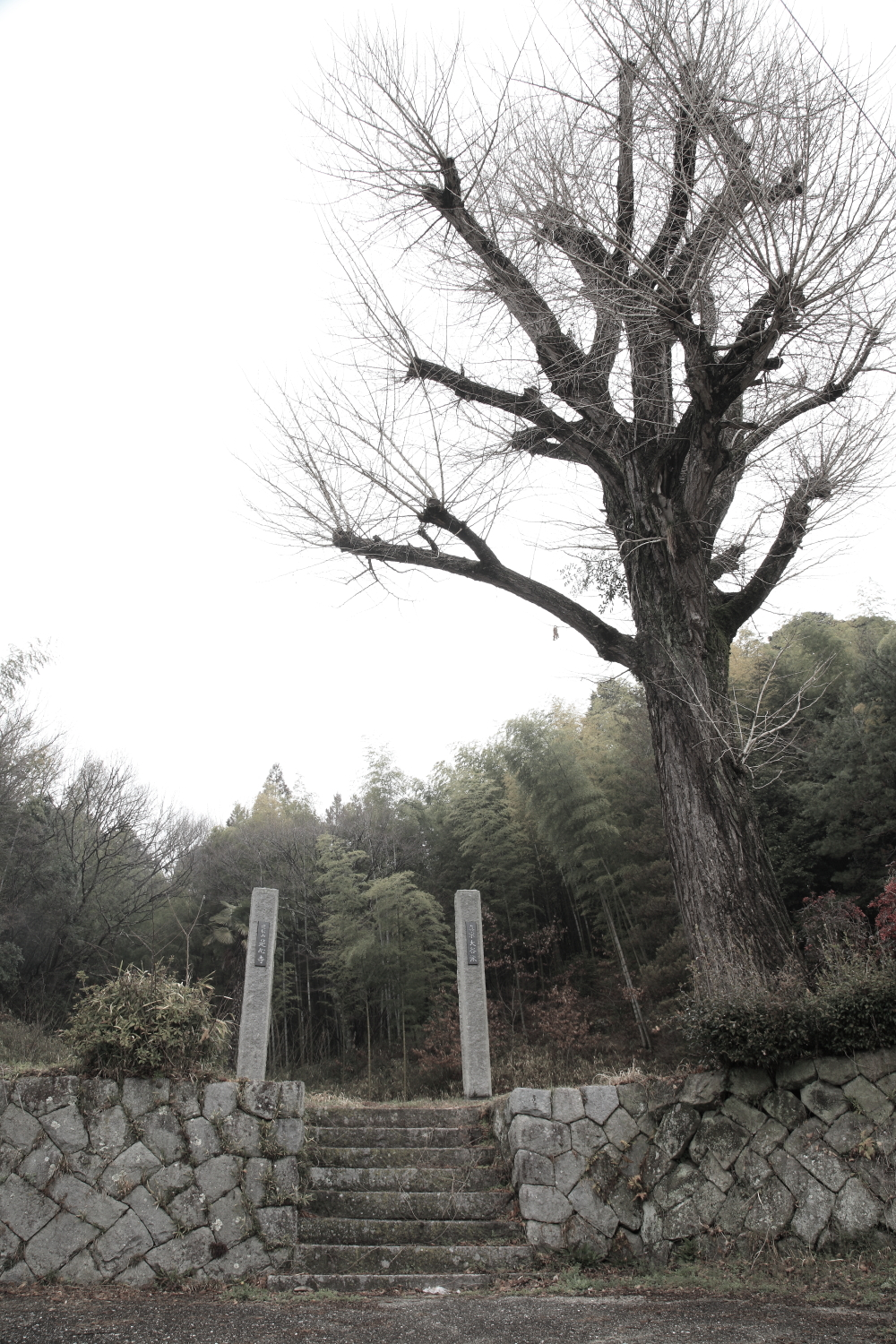
是心寺跡（更地となっている）

## 施設

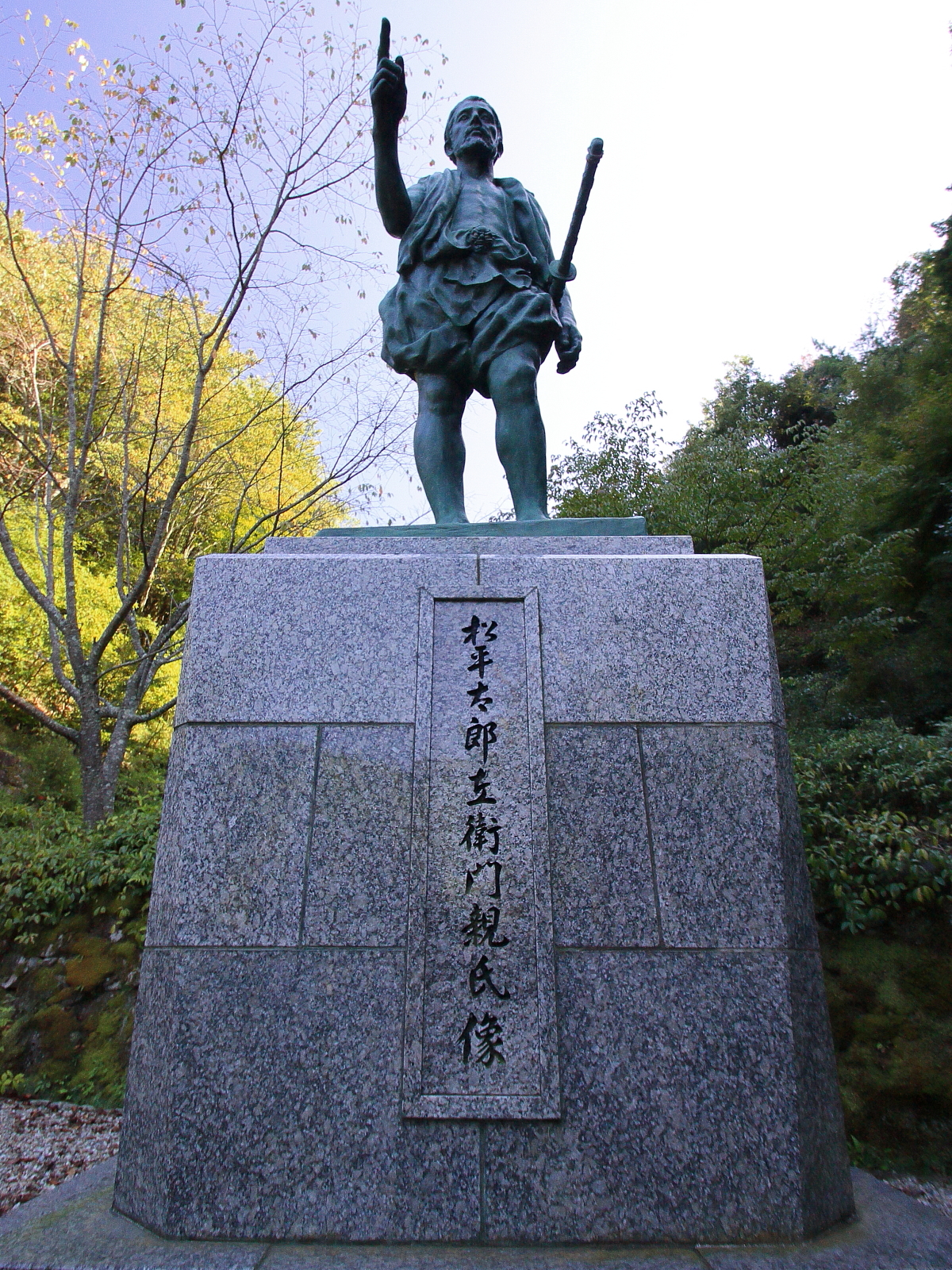
松平親氏公像

- 松平郷園地
松平東照宮から高月院にかけてのおよそ0.02平方キロメートル（2ヘクタール）の敷地が「松平郷園地」として整備されている。園地の入口には、7対の石柱を両沿いに配した奥手に松平親氏の銅像が立つ参道があり、黎明期松平氏8代を象徴しているという。高月院への参道沿いの「室町塀」や「冠木（かぶき）門」は松平氏が勃興した室町時代の歴史景観を象徴し、並走する小道は「あやめ恋路」と呼ばれ、松平親氏と夫人である水姫（すいひめ）とのロマンスをイメージした親水緑道となっている。明治時代から戦前まで使用された氷室などもある[WEB 13]。自然園地としての側面もあり、初夏になると2000株のハナショウブと2000株のアジサイが一斉に咲き誇り、秋は紅葉の名所ともなる。トンボ沼にはハッチョウトンボが生息している[WEB 13]。

## 文化財

### 指定文化財

#### 絵画
- 弁財天の図
豊田市指定文化財。1972年（昭和47年）2月24日指定。高月院所有。室町時代初期の作とされ、作者は不明だが松平宗家第5代松平長親が寄進したものといわれる。清楚な美女として体現された弁才天を中心に宝珠を手にする多くの童子の姿が描かれた縦94.5センチメートル・横40.0センチメートルの大和絵で、弁才天の像容は『金光明最勝王経』に基づく8臂像である[WEB 14]。

#### 彫刻
- 木造松平親氏坐像
豊田市指定文化財。1972年（昭和47年）2月24日指定。松平太郎左衛門家所有・松平郷館保管。座高30センチメートルの寄木造による木彫像で、玉眼がはめ込まれた上で黒漆塗りで仕上げられている。室町時代に彫られたもので、松平親氏自身の手によるものとも言われている[WEB 15]。

#### 文書
- 高月院文書（もんじょ）
豊田市指定文化財。1972年（昭和47年）2月24日指定。高月院所有。室町時代から江戸時代にかけての古文書であり、構成は7通の書状と31冊の古書[WEB 16]。

#### 有形民俗文化財
- 野風炉（のぶろ）
豊田市指定文化財。1972年（昭和47年）2月24日指定。高月院所有。野点（のだて）を行うときに使用した携帯用の風炉（ふろ、ふうろ）で、江戸時代のもの。

#### 無形民俗文化財
- 松平の棒の手
愛知県指定文化財。1957年（昭和32年）10月4日指定。松平町には起倒流が伝わっている。

#### 史跡

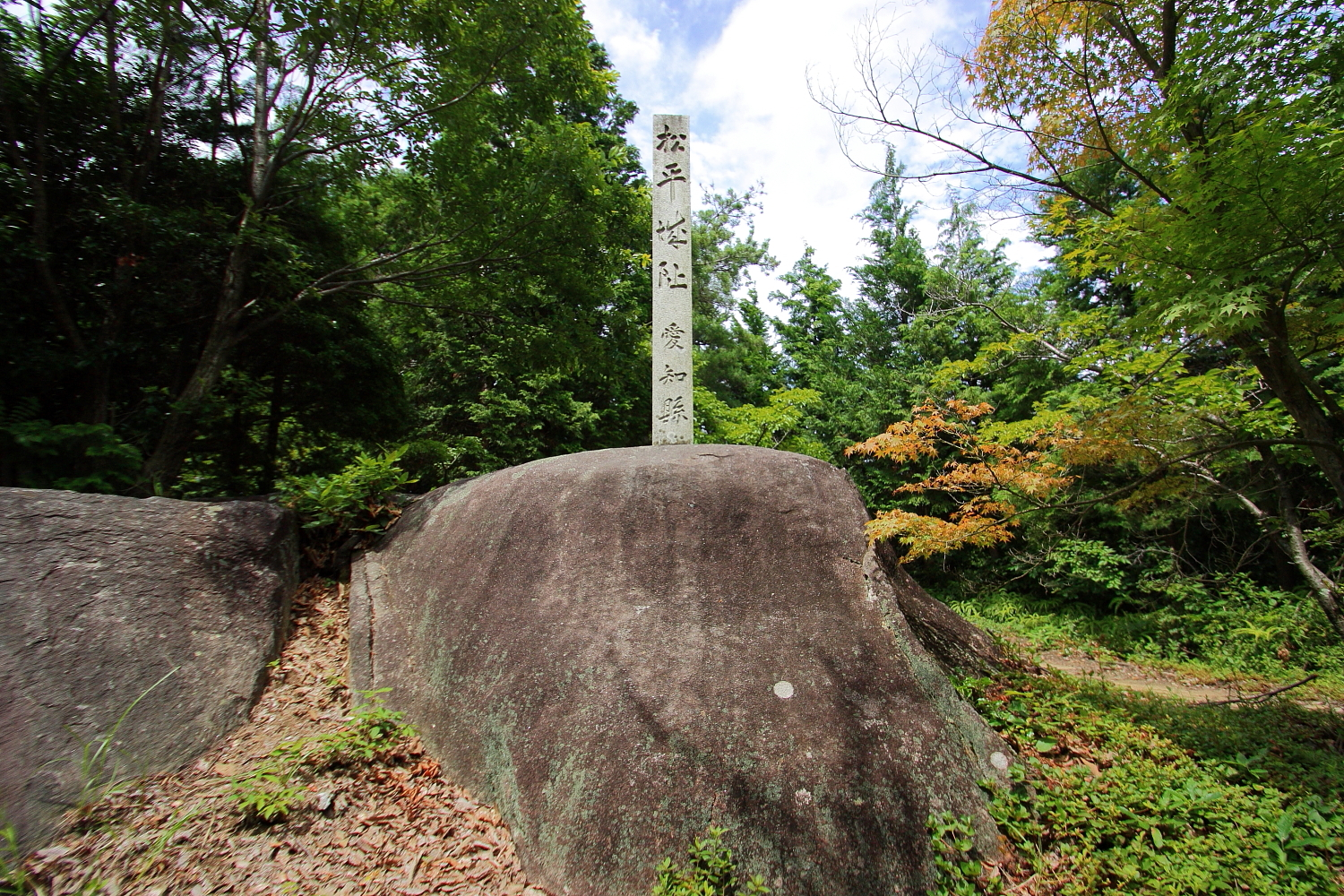
松平城址（郷敷城址）本丸跡

- 松平氏遺跡
詳細は「松平氏遺跡」を参照
国指定史跡。2000年（平成12年）2月4日指定。指定を受けた松平氏館跡、松平城跡、大給城跡、高月院のうち、大給城跡（林添町）以外が松平町内にある。
  - 松平氏館跡

所在地は字赤原。現在の松平東照宮の境内全体が松平氏館跡である。
- 松平城址
所在地は字三斗蒔。別名を郷敷（ごうしき）城といい、御城山と呼ばれる標高298メートルの山を覆う山城である。応永年間（1394年-1427年）に松平親氏が築いたとされ、松平太郎左衛門家第3代松平信広の頃から戦時の拠点として利用されてきた。頂上には直径25メートルほどの円形をした本丸跡郭があり、西方の山腹には頂上から順に下って二の丸跡郭、三の丸跡郭、さらにひとつの郭が認められる。西方を除けば御城山の周囲は急峻な斜面で、本丸より15メートル下った山腹には空堀が「コ」の字型に200メートルの長さに渡って取り囲んでいる。その他、櫓台と思われる遺構や井戸跡などが残っている。文禄年間（1592年-1596年）に破却されたといわれるが、はっきりしたことは分かっていない。
- 高月院

### その他の文化財

#### 古墓
- 在原氏墓所
所在地は字赤原。松平郷の開祖である在原信盛、松平信重、その娘で松平親氏の夫人となった水姫（すいひめ）の墓がある。
- 高月院古墓
所在地は字寒ケ入。高月院の本堂より左奥手にあり、石壁と石扉に囲われた中に松平親氏、松平宗家第2代松平泰親、松平太郎左衛門家第4代松平親忠室のものとされる宝篋印塔が安置されている。また傍らには第9代松平尚栄、第10代松平重和の墓も残っている。
- 松平太郎左衛門家墓所
所在地は字生ケ塚。松平太郎左衛門家第11代松平信和以降の歴代当主の墓がある。

#### 古窯
- 松平城
- 赤原古窯

### 名木
- バラ科シダレザクラ[WEB 17]
豊田市指定名木。樹高8.0メートル、樹齢150年以上。所在地は字寒ケ入、松平東照宮境内にある。
- ヤマモモ科ヤマモモ[WEB 17]
豊田市指定名木。樹高12.0メートル、樹齢500年以上。所在地は字三斗蒔、松平城址にある。
- ヒノキ科ヒノキ[WEB 17]
豊田市指定名木。樹高20.0メートル、樹齢300年以上。所在地は字神田、是心寺跡裏山にある。
- ツブラジイの社叢林[WEB 17]
豊田市指定名木。所在地は字寒ケ入、松平東照宮境内にある。

## 祭祀・イベント
- 松平東照宮例祭
毎年4月に行われる松平東照宮の例祭。徳川家康の命日である4月17日の直前の週末に行われる。試楽祭は土曜日にあり、「産湯の井戸」で御水とりが行われ、手筒花火が奉納される。本祭は翌日日曜日にあり、松平八幡宮から高月院までの間で「神輿渡御」と呼ばれる古式に則った武者行列が展開されている[WEB 18]。
- 天下祭
松平親氏の偉業を称える裸祭りの一種で、毎年2月の第2日曜日に行われる。下帯姿になった厄年の男性たちが、触れると厄が祓われるという木製の玉（「水玉」と呼ばれる）を奪い合う[WEB 18]。

## その他

### 日本郵便
- 郵便番号 : 444-2202[WEB 2]（集配局：松平郵便局[WEB 19]）。